# Rollinia herzogii
Rollinia herzogii R.E.Fr. – gatunek rośliny z rodziny flaszowcowatych (Annonaceae Juss.). Występuje naturalnie w Peru, Boliwii oraz Brazylii. 

## Morfologia
PokrójZimozielone drzewo dorastające do 10 m wysokości. Kora ma szarawą barwę.
LiścieMają kształt od podłużnie lancetowatego do eliptycznego. Mierzą 3–8 cm długości. Są owłosione od spodu. Ogonek liściowy jest nagi i dorasta do 5–10 mm długości.
KwiatySą pojedyncze, rozwijają się w kątach pędów.

## Biologia i ekologia
Rośnie w lasach i na sawannach. 

## Ochrona
W Czerwonej księdze gatunków zagrożonych został zaliczony do kategorii LC – gatunków najmniejszej troski.